# Triệu Lăng (xã)
Triệu Lăng là một xã thuộc huyện Triệu Phong, tỉnh Quảng Trị, Việt Nam.

## Địa lý
Xã Triệu Lăng thuộc huyện Triệu Phong tỉnh Quảng Trị, có vị trí địa lý:
- Phía tây giáp xã Triệu Sơn
- Phía Đông giáp Biển Đông
- Phía Nam giáp huyện Hải Lăng
- Phía bắc giáp với xã Triệu Vân.

Là một xã đặc biệt khó khăn vùng bãi ngang ven biển miền Trung. Cách thành phố Đông Hà trên 30 km, thị trấn Ái Tử khoảng 12 km, thị xã Quảng Trị 7 km về phía đông nam.

### Tài nguyên thiên nhiên
Xã Triệu Lăng có tổng diện tích đất khoảng 30 km². Địa hình đồi cát thoải, trung bình, sườn dốc thoải (triền dốc lớn nhất khoảng 5 - 9%), chia cắt nhiều tầng, đất hiện trạng chỉ là cồn cát trắng và rừng cây chắn sóng ven biển. Các cồn cát có cao độ chênh nhau khá nhiều. Đất cát và cồn cát ven biển Triệu Lăng chủ yếu là cát dùng để xây dựng nhà cửa.

## Hành chính
Xã Triệu Lăng được chia thành 5 thôn: 1, 2, 5, 6, Ba Tư.

## Giao thông
Tại xã Triệu Lăng có con đường Quốc phòng đi ngang qua các thôn từ Cảng Cửa Việt đến Bãi biển Mỹ Thủy.
Tại làng Nhật Tân có con đường giao thương với hai thôn An Phú và An Lưu của xã Triệu Sơn thông ra bãi tắm Triệu Lăng.
Tại làng An Hội có con đường giao thương với thôn Phương Sơn của xã Triệu Sơn.

## Kinh tế
Hướng phát triển của vùng này là chủ yếu trồng rừng và trồng một số loại cây lương thực, thực phẩm ngắn ngày như: rau, khoai, lạc, đỗ, cây ném, vừng,... Và nuôi tôm nước lợ thâm canh hoặc bán thâm canh. Trồng rừng chủ yếu cây keo lai, cây Tràm, cây Phi lao để làm nguyên liệu gỗ hoặc làm củi đốt. Rừng tự nhiên, hiện nay đang được huyện đưa vào khoanh nuôi, bảo vệ phục hồi một cách tích cực.
Biển Triệu Lăng là nơi trú ngụ của nhiều loại hải sản quý như: Các loại tôm, cua, cá hố, cá mối, cá thu, cá nục, cá trích, cá bạc, cá cơm, con ruốc, chành chành, mực ống, mực nang,... Tiềm năng phát triển ngành nuôi trồng thủy sản của địa phương là khá lớn, với diện tích đất, mặt nước có khả năng sử dụng nuôi trồng thủy, hải sản lên đến 5 km², có thể nuôi được các loại thủy sản có giá trị kinh tế cao như: tôm sú, tôm càng xanh, tôm he chân trắng, cua xanh và một số loại cá là nguồn nguyên liệu phục vụ cho ngành công nghiệp chế biến. Ngoài tiềm năng biển nói trên, xã còn có bãi tắm Triệu Lăng thu hút du khách chủ yếu trong tỉnh.

## Văn hóa

### Nét đặc trưng của các thôn
Các thôn ở xã Triệu Lăng chủ yếu làm nghề biển, đánh bắt thủy hải sản. Bên cạnh đó, nuôi trồng thủy sản, chăn nuôi gia súc và gia cầm, thâm canh cây lương thực và thực phẩm ngắn ngày.

#### Thôn Gia Đẳng
Thôn Gia Đẳng nổi tiếng với nghề làm nước Mắm với một số cơ sở sản xuất nhỏ hoặc theo cơ cấu hộ gia đình. Làng Gia Đẳng chia thành 3 thôn Thôn 1, Thôn 2 và Thôn 3. Làng Gia Đẳng là nơi có nhiều nhân tài, quê hương của đại tướng Đoàn Khuê - nguyên bộ trưởng bộ quốc phòng, trung tướng Đoàn Chương, Lê Hữu Phúc, Nguyên UVTƯ Đảng, Nguyên Bí thư Tỉnh ủy.
Gia Đẳng là làng quê có bề dày lịch sử văn hóa lâu đời. Trải qua hàng trăm năm tọa lạc trên mảnh đất trung dũng kiên cường, đình làng Gia Đẳng là nơi hoạt động của các chiến sĩ cách mạng trong thời kì kháng chiến chống Pháp và chống Mỹ. 
Dòng họ chủ yếu là con cháu họ Lê, họ Đoàn, họ Đặng.

#### Thôn Nhật Tân
Làng Nhật Tân được coi là trung tâm của xã Triệu Lăng gồm trường học, ủy ban nhân dân xã và các điểm văn hoá xã. Nơi đây vốn được mọi người biết đến với bãi biển Triệu Lăng.
Từ năm 2020, thôn 3 và thôn 4 hợp nhất thành thôn Ba Tư.

#### Thôn Ba Lăng
Làng Ba Lăng nổi tiếng với chăn nuôi gia súc và gia cầm như lợn gà, trâu bò theo mô hình trang trại, nuôi cá nước ngọt, thâm canh cây lương thực và thực phẩm ngắn ngày như: rau, khoai, lạc, đỗ, cây ném, vừng,...
Dòng họ chủ yếu là con cháu họ Phan, họ Nguyễn, họ Hoàng nổi tiếng đánh bắt cá theo mô hình lưới xăm, đi câu cá biển.

#### Thôn An Hội
Làng An Hội có chùa An Hội với tính ngưỡng Phật giáo.
Một số số hộ dân nuôi trang trại con Nhông và nuôi Đà Điểu trên cát.
Dòng họ chủ yếu là con cháu họ Trần nổi tiếng với nghề đánh bắt cua biển. Dân số đông nhất xã nên lực lượng lao động dồi dào.